# Adam Ludwig von Wuthenau
Adam Ludwig von Wuthenau, zeitgenössisch auch Adam Ludewig von Wuthenau, (* 12. September 1706 in Wörbzig; † 23. April 1763 in Merseburg) war ein königlich-polnischer und kurfürstlich-sächsischer Kammerherr, Domdechant des Stifts Merseburg, Stifts- und vorsitzender Konsistorialrat zu Merseburg, Oberhofgerichtsassessor in Leipzig, Oberaufseher bei den Saale- und Unstrut-Flößen sowie Erb-, Lehn- und Gerichtsherr auf Glesien und Kölsa.

## Leben
Er stammte aus dem märkischen Uradelsgeschlecht von Wuthenau und wurde im anhalt-köthenschen Ort Wörbzig als ältester Sohn des kaiserlichen Oberstleutnants Christian Ludwig von Wuthenau (* 19. Mai 1664 in Großpaschleben; † 17. November 1717 in Glesien) 
geboren. Sein Vater erwarb kurz nach der Geburt seinen ersten Sohnes Adam Ludwig das Rittergut Glesien im Herzogtum Sachsen-Merseburg, zu dem auch das Dorf Kölsa gehörte. Dort ließ er sich mit seiner Familie dauerhaft nieder. Nach dem frühen Tod des Vaters erbte Adam Ludwig von Wuthenau gemeinsam mit seinen vier jüngeren Brüdern August Heinrich, Christian Ernst, Carl Lebrecht und Hans Friedrich von Wuthenau die väterlichen Besitzungen. In einem Vergleich mit seinen Brüdern wurde Adam Ludwig von Wuthenau im Jahre 1739 alleiniger Eigentümer von Glesien und Kölsa. Zum damaligen Zeitpunkt war Adam Ludwig von Wuthenau fürstlich-kurländischer Hofmeister, Oberhofgerichtsassessor zu Leipzig und Kanonikus zu Merseburg. Später wechselte er als Kammerherr in den Dienst des Kurfürsten Friedrich August II. von Sachsen, der bis 1763 gleichzeitig auch König von Polen war. Im Stift Merseburg stieg Adam Ludwig von Wuthenau bis zum Domdechanten auf.
Adam Ludwig von Wuthenau starb im 57. Lebensjahr am Morgen des 23. April 1763 um 8 Uhr und wurde fünf Tage später abends in der Familiengruft in der Schloss- und Domkirche zu Merseburg beigesetzt.
Er war seit 1746 verheiratet mit Christiane Armgarde Magdalene verwitwete Freifrau von Zech geb. von Burckersroda.
Sein Haupterbe wurde laut seines im Oktober 1762 gerichtlich hinterlegten Testaments sein einzig ihn überlebende Sohn Ludwig Adam Christian von Wuthenau, der am 28. Juni 1751 geboren wurde und beim Tod des Vaters noch unmündig war. Als dessen Vormund wurde dessen Onkel, Oberst Carl Lebrecht von Wuthenau, eingesetzt. Ludwig Adam Christian von Wuthenau starb 1805 als Oberhofrichter in Dresden.